# Milmantas
Milmantas, někdy nazývaný též Melmentas je říčka v západní Litvě, v Žemaitsku, v okrese Šilalė, pravý přítok Tenenysu.
Pramení na severovýchod od vsi Kalniškiai II, 1 km na severozápad od vsi Paežeris (okres Šilalė). Teče zpočátku na západ, ve vsi Kalniškiai II začíná meandrovat a stáčí se na jihovýchod. Vlévá se zprava do řeky Tenenys 64,5 km od jejího ústí do řeky Minija, v obci Teneniai.

## Přítoky
Říčka nemá významnější přítoky.